# Psidium
- Commons
- Wikispecies

Psidium L. é um género botânico neotropical de plantas da família Myrtaceae, designadas vulgarmente por araçá, a que também pertence a goiabeira, que produz a goiaba. Etimologia: Psidium vem do grego Psídion, que significa morder, em referência ao sabor agradável dos frutos.

## Sinonímia
- Calyptropsidium O. Berg
- Guajava Mill.
- Mitropsidium Burret
- Psidiopsis O. Berg

## Distribuição Geográfica
Segundo pesquisas, o gênero Psidium, compreende aproximadamente 110 a 130 espécies, distribuídas assim por toda América tropical. Muitas espécies são concentradas na Amazônia e no sul do México. No Brasil, são encontradas 9 espécies de Araçá no Estado de Santa Catarina.

## Importância Medicinal
A Psidium guajava, popularmente conhecida como goiaba, possui um longo histórico de uso medicinal. Tradicionalmente, a decocção das folhas e das cascas são usadas para tratamento de diarreia e disenteria. Além disso, as folhas da goiaba são popularmente mascadas para aliviar o mau hálito, além de outros benefícios.

## Importância Econômica
No Brasil a produção da goiabeira é importante tanto pelo seu valor nutritivo, quanto pelo incremento da produção agrícola e no potencial de exportação. Sendo uma fruta de sabor considerável doce e particular, ela é usada tanto para o consumo dela fresca, quanto em forma de geleias, compotas e sucos.

## Espécies
Cerca de 400. Entre elas: 
- Psidium acutangulum: araçá-pera
- Psidium acutatum
- Psidium alatum
- Psidium albidum: araçá-branco
- Psidium anceps
- Psidium anthomega
- Psidium apiculatum
- Psidium appendiculatum
- Psidium apricum
- Psidium araucanum
- Psidium arboreum
- Psidium argenteum
- Psidium bahianum
- Psidium canum
- Psidium cattleianum: araçá-rosa ou araçá-de-comer
- Psidium cattleianum ssp. lucidum (Limão Guava)
- Psidium cinereum: araçá-cinzento
- Psidium coriaceum
- Psidium cuneatum
- Psidium cupreum
- Psidium densicomum
- Psidium donianum
- Psidium dumetorum
- Psidium elegans
- Psidium firmum: araçá-do-cerrado
- Psidium fruticosum
- Psidium gardnerianum
- Psidium giganteum
- Psidium glaziovianum
- Psidium guajava: goiaba
- Psidium guazumifolium
- Psidium guineense: araçá-do-campo
- Psidium hagelundianum
- Psidium herbaceum
- Psidium humile
- Psidium imaruinense
- Psidium inaequilaterum
- Psidium itanareense
- Psidium jacquinianum
- Psidium lagoense
- Psidium langsdorffii
- Psidium laruotteanum
- Psidium leptocladum
- Psidium luridum
- Psidium macahense
- Psidium macrochlamys
- Psidium macrospermum
- Psidium mediterraneum
- Psidium mengahiense
- Psidium minense
- Psidium multiflorum
- Psidium myrsinoides
- Psidium myrtoides: araçá-roxo
- Psidium nigrum
- Psidium nutans
- Psidium oblongatum
- Psidium oblongifolium
- Psidium ooideum
- Psidium paranense
- Psidium persicifolium
- Psidium pigmeum
- Psidium pilosum
- Psidium racemosa
- Psidium racemosum
- Psidium radicans
- Psidium ramboanum
- Psidium refractum
- Psidium riedelianum
- Psidium riparium
- Psidium robustum
- Psidium roraimense
- Psidium rubescens
- Psidium rufum: araçá-cagão
- Psidium salutare: araçá-rasteiro
- Psidium sartorianum: cambuí
- Psidium schenckianum
- Psidium sorocabense
- Psidium spathulatum
- Psidium stictophyllum
- Psidium subrostrifolium
- Psidium suffruticosum
- Psidium terminale
- Psidium ternatifolium
- Psidium transalpinum
- Psidium turbinatum
- Psidium ubatubense
- Psidium velutinum
- Psidium widgrenianum
- Psidium ypanamense
- Lista completa

## Classificação do gênero
| Sistema | Classificação                      | Referência               |
| ------- | ---------------------------------- | ------------------------ |
| Linné   | Classe Icosandria, ordem Monogynia | Species plantarum (1753) |